# فابيو فابري
فابيو فابري هو صحفي ومحامي وسياسي إيطالي، ولد في 15 أكتوبر 1933 في كانوسا في إيطاليا. نشط حزبياً في الحزب الاشتراكي الإيطالي.

## مناصب
- انتخب عضو مجلس الشيوخ الإيطالي ‏.
- انتخب وزير شؤون الاتحاد الأوروبي ‏ (4 أغسطس 1986 – 16 أبريل 1987).
- انتخب وزير الشؤون الإقليمية ومناطق الحكم الذاتي ‏ (2 ديسمبر 1982 – 4 أغسطس 1983).
- انتخب وزير الدفاع  [لغات أخرى]‏ (29 أبريل 1993 – 11 مايو 1994).